# Augnax
 Augnax  es una comuna francesa situada en el departamento de Gers, en la región de Occitania.

## Demografía
| 233 | 205 | 202 | 247 | 193 | lac. | 154 | 151 | 147 | 150 | 139 | 146 | 136 | 140 | 143 | 142 | 145 | 147 | 134 | 115 | 97 | 96 | 88 | 102 | 100 | 91 | 88 | 72 | 66 | 54 | 63 | 56 | 112 |
| Para los censos de 1962 a 1999 la población legal corresponde a la población sin duplicidades (Fuente: INSEE [Consultar]) |     |     |     |     |      |     |     |     |     |     |     |     |     |     |     |     |     |     |     |    |    |    |     |     |    |    |    |    |    |    |    |     |